# La festa del papà
La festa del papà è un programma televisivo italiano di genere varietà organizzato dall'Antoniano di Bologna, andato in onda su Rai Yoyo il 19 marzo, in occasione appunto della Festa del papà, nel 2013 e poi dal 2015 al 2017. Nel 2013 il programma è stato trasmesso in prima serata con la conduzione di Carolina Benvenga, Benedetta Mazza, Mario Acampa, Lorenzo Branchetti, Licia Navarrini, Greta Pierotti, Oreste Castagna, Lallo e Gigliola. Gli anni successivi è andato in onda in preserale, cambiando il titolo in Uno zecchino per il papà, condotto dai già citati Carolina Benvenga e Oreste Castagna affiancati da altri presentatori.

## Edizioni e conduttori
RAI YOYO DI MARTEDÌ IN PRIMA SERATA (dalle 20:30 alle 21:20)
- 2013: Carolina Benvenga, Benedetta Mazza, Mario Acampa, Lorenzo Branchetti, Licia Navarrini, Greta Pierotti, Oreste Castagna, Lallo e Gigliola

RAI YOYO PRESERALE (dalle 18:40 alle 19:30)
- 2015: Carolina Benvenga, Oreste Castagna, Stella Marina, Lallo e Greta Pierotti
- 2016: Carolina Benvenga, Oreste Castagna e Laura Carusino
- 2017: Carolina Benvenga, Oreste Castagna, Lallo e Greta Pierotti